# 2016. november 19-i konzisztórium
A 2016. november 19-i konzisztóriumot Ferenc pápa hívta össze október 9-én. Összesen 17 új bíborost kreált, közülük 13 pápaválasztó (80 év alatti).
| Nº                         | Ország                    | Név                             | Életkor                | Hivatal                                                  |
| Pápaválasztó bíborosok     | Pápaválasztó bíborosok    | Pápaválasztó bíborosok          | Pápaválasztó bíborosok | Pápaválasztó bíborosok                                   |
| -------------------------- | ------------------------- | ------------------------------- | ---------------------- | -------------------------------------------------------- |
| 1                          | Olaszország               | Mario Zenari                    | 70                     | Szíria apostoli nunciusa                                 |
| 2                          | Közép-afrikai Köztársaság | Dieudonné Nzapalainga C.S.Sp.   | 49                     | a Bangui főegyházmegye érseke                            |
| 3                          | Spanyolország             | Carlos Osoro Sierra             | 71                     | a Madridi főegyházmegye érseke                           |
| 4                          | Brazília                  | Sérgio da Rocha                 | 57                     | a Brazíliavárosi főegyházmegye érseke                    |
| 5                          | Amerikai Egyesült Államok | Blase Joseph Cupich             | 67                     | a Chicagói főegyházmegye érseke                          |
| 6                          | Banglades                 | Patrick D’Rozario C.S.C.        | 73                     | a Dakkai főegyházmegye érseke                            |
| 7                          | Venezuela                 | Baltazar Enrique Porras Cardozo | 72                     | a Méridai főegyházmegye érseke                           |
| 8                          | Belgium                   | Jozef De Kesel                  | 69                     | a Mechelen-Brüsszeli főegyházmegye érseke                |
| 9                          | Mauritius                 | Maurice Piat C.S.Sp.            | 75                     | a Port-Louis-i egyházmegye püspöke                       |
| 10                         | Amerikai Egyesült Államok | Kevin Joseph Farrell            | 69                     | a Világiak, a Család és az Élet Dikasztériuma prefektusa |
| 11                         | Mexikó                    | Carlos Aguiar Retes             | 66                     | a Tlalnepantlai főegyházmegye érseke                     |
| 12                         | Pápua Új-Guinea           | John Ribat M.S.C.               | 59                     | a Port Moresby-i főegyházmegye érseke                    |
| 13                         | Amerikai Egyesült Államok | Joseph William Tobin C.SS.R.    | 64                     | az Indianapolisi főegyházmegye érseke                    |
| Nem pápaválasztó bíborosok |                           |                                 |                        |                                                          |
| 14                         | Malajzia                  | Anthony Soter Fernandez         | 84                     | a Kuala Lumpur-i főegyházmegye nyugalmazott érseke       |
| 15                         | Olaszország               | Renato Corti                    | 80                     | a Novarai egyházmegye nyugalmazott püspöke               |
| 16                         | Lesotho                   | Sebastian Koto Khoarai O.M.I.   | 87                     | a Mohale’s Hoek-i egyházmegye nyugalmazott püspöke       |
| 17                         | Albánia                   | Ernest Simoni                   | 88                     | a Shkodra-Pulti főegyházmegye áldozópapja                |